# ヨハン・ワーヘナール
ヨハン・ワーヘナール（Johan Wagenaar, (1862年11月1日 ユトレヒト - 1941年6月17日 デン・ハーグ）は、オランダの作曲家・オルガン奏者。

## 人物
貴族の父シプリアーン・ヘラルト・ベルヘル・ファン・ヘングスト（Cypriaan Gerard Berger van Hengst）と庶民の母の間に生まれた。当時の社会的な因襲では貴賎結婚は認められるものでなかったので、ワーヘナールは母親の姓を名乗り、ほぼ低所得層で育った。早くから楽才は明らかだったものの、なかなか音楽教育を受けることはできず、13歳になって初めてピアノ、オルガン、ヴァイオリン、音楽理論、作曲を学んだ。最初の指導者に作曲家のリヒャルト・ホル（Richard Hol）やオルガニストのサムエル・デ・ランゲ（サミュエル・ド・ランジュ、Samuel de Lange）がいる。1892年にしばし国外に出て、ベルリンでハインリヒ・フォン・ヘルツォーゲンベルクに対位法の指導を受ける。
この頃にはすでにユトレヒトの音楽学校に教師として赴任しており、管弦楽団員としても活動していた。数年間にわたる実地の演奏活動は、管弦楽法の技術を磨く上でまたとない経験をもたらした。1888年に聖マルティン大聖堂のオルガニストに就任し、華麗な演奏技巧によってなかなかの名声を得た。ワーヘナールのオルガン演奏の後ではもはや演説することができなくて困る、と聖職者のひとりがこぼしたという逸話も伝えられている。
1896年にユトレヒト音楽学校の校長に任命され、それから20年後にはユトレヒト大学から音楽学の名誉博士号を授与されている。1919年から1937年までハーグ音楽院の院長も務め、ハーグにて没した。ユトレヒトとハーグでは合唱指揮者としても活躍し、オランダ内外の作曲家による有名な作品を数多く初演した。次世代を育んだ名教師としても評価が高く、門人にウィレム・ペイペルや、米国で音楽教師として活躍した実子バーナード・ワゲナー（ベルナルト・ワーヘナール）がいる。ちなみにバーナード・ハーマンはワゲナーの弟子であり、したがってワーヘナールの孫弟子ということになる。
これだけ多角的な音楽活動にもかかわらず、ワーヘナールは第一線の進歩的な作曲家であり続けた。当時の指導的なオランダ人作曲家として、オペラやカンタータ、オルガン曲の作曲を手懸けたほか、ベルリオーズに影響された演奏会用序曲や、リヒャルト・シュトラウスに影響された交響詩を作曲した。ドイツの同時代の音楽のように委曲を尽くした音詩を創り出したり、シュトラウス作品を真似てむやみと超絶技巧を要求して品を下げたりすることなく、いつでも美しさを保っている。
ワーヘナールとエルガーとに直接の関係があったという確証はないが、それでも両者の間には確かな共通点がある。ただしワーヘナール作品は、エルガー作品に特徴的な膨張傾向は見られない。

## 関連文献
- 鈴木康之、矢口正巳『無名名曲鑑賞会』（文化書房博文社、1994年）